# 射箭 (體育項目)

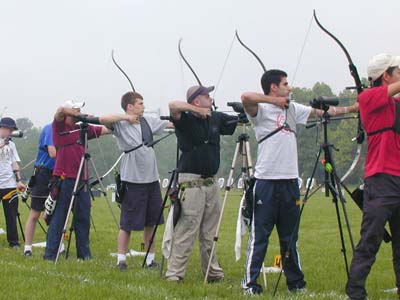
手持反曲弓的射手在室外比賽中射擊

射箭是體育運動的一種。借助弓的弹力将箭射出，以比赛射准或射远的运动。现代国际射箭比赛有射準射箭比赛、射远射箭比赛、室内射箭比赛、原野射箭比赛、环靶射箭比赛等多种。比赛方法和规则均不相同，多数为在不同距离内射中箭靶的环数计算成绩。

## 歷史
现代国际箭術比赛于1900年列为第二届夏季奥林匹克运动会比赛项目，后被取消。1972年第二十届奥运会重新列为比赛项目。國際射箭總會于1931年成立，后每年举办1次世界射箭錦標賽；1953年后改为每两年举行1次。此外，还有一些其他世界性或地域性的射箭比赛，是一項歷史悠久的體育項目。
绝大部分国际级别的箭术赛事使用的都是反曲弓，通常会配有机械瞄具、减振平衡杆和夹箭片等附件。一些其它赛事也会使用长弓和复合弓。使用弩的射击比赛规则主要由国际十字弓射击联盟（德語：Internationale Armbrustschützen Union，简称IAU）制定，分为竞赛弩（match crossbow）和野地弩（field crossbow）两类项目。

## 射箭器材

### 護具

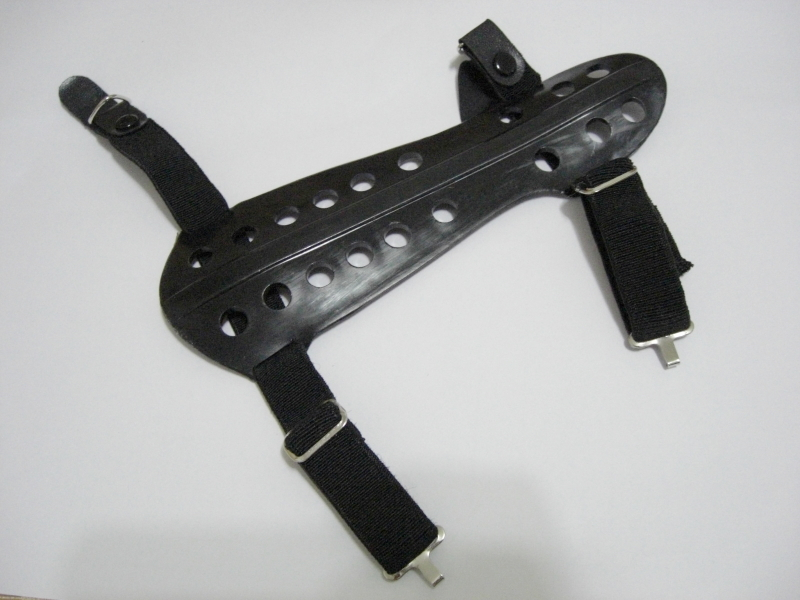
護臂

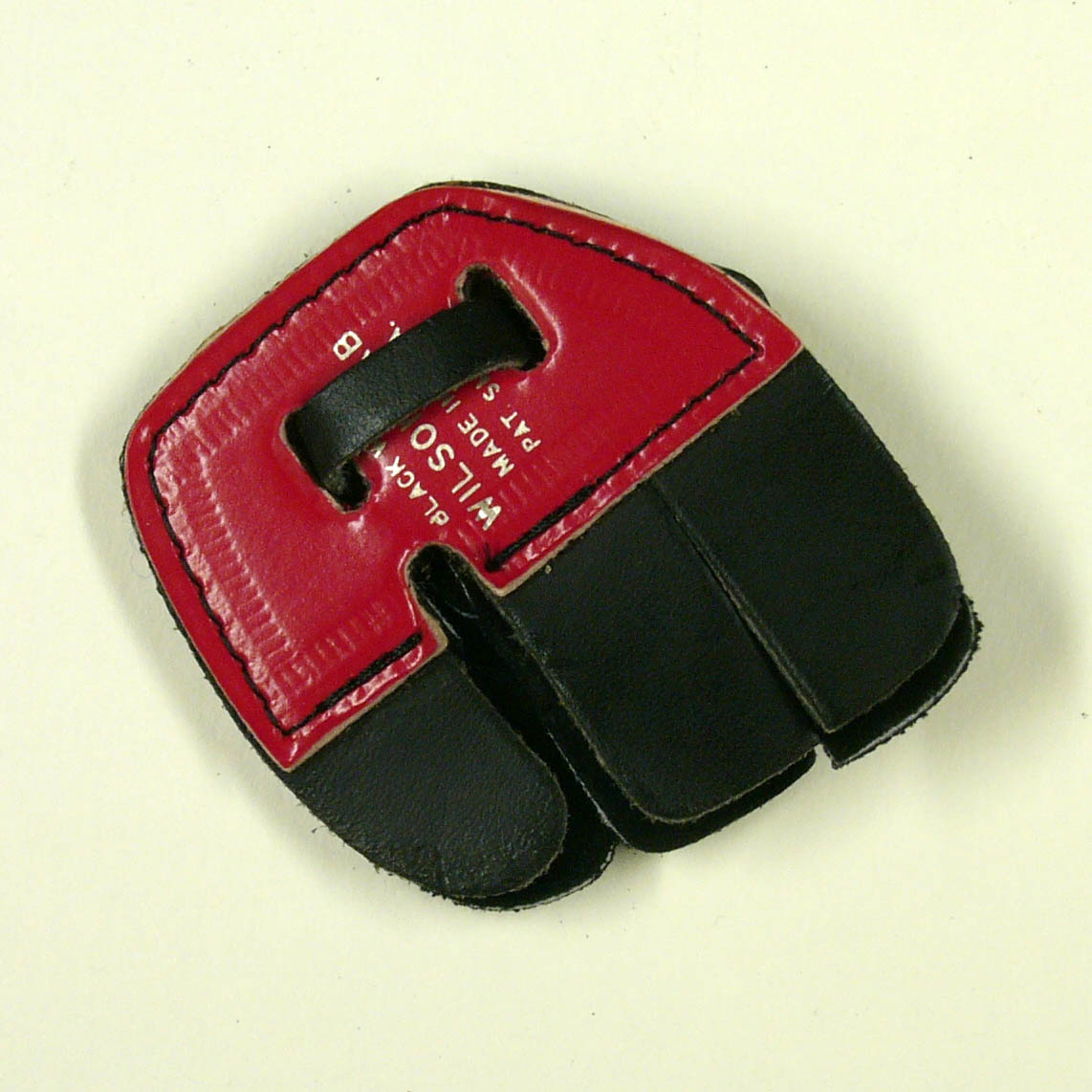
護指

射箭手在射箭時通常會配帶護臂來保護手臂內側，並避免袖子和弓弦摩擦。納瓦荷人開發了一種高度裝飾性的護臂，無實際護臂作用。
為了保護扣弦的手指，可配載皮製的護指、手套或是扳指。中世紀的歐洲人可能使用完全皮革製的手套。
部份射手（不論男女）會使用護胸以減少射手衣著對弦線的影響，亦可保護射手的身體。羅傑·阿斯卡姆在著作中提到了一位弓箭手，臉上甚至戴著皮革護罩。

### 其他
- 弓身配備類：瞄準器、箭台、安定桿
- 週邊器具：箭袋/箭筒、弓架
- 靶相關設備：靶架、靶釘、擋箭網

## 正式比赛規則

奧運標準箭靶

從悉尼奧運起，箭术比赛起用了新賽制：眾多選手先要得到參賽資格，才可正式參加奧運的箭术賽事。男女各收64名選手，預賽先採70公尺一局36箭，共兩局，合為72箭，成績排好後進行對抗賽，第1名對第64名、第2名對第63名，依此类推；勝方出線，敗者出局。
箭术比赛的計分方法是以箭射中靶心的位置來判定，靶為圓形計分靶，每一環由內到外，分數由最高的10分到0分。射中中心得10分，離靶越遠得分越低。如有同分的情況出現會以射中靶次數較多的為優勝，若射中靶數同樣相同則以射中靶中心內10分區比較多的為之優勝。

## 外部連結
- 世界射箭官方網站
- 策略研究中心：學射錄
- 紀鑑　貫虱心傳[永久]
- 教射經 （页面存档备份，存于）